# Youri Mamine
Youri Mamine (en russe : Юрий Борисович Мамин), né le 8 mai 1946 à Leningrad en Union soviétique, est un réalisateur et scénariste soviétique et russe.

## Filmographie non exhaustive
- 1986 : La Fête de Neptune (Праздник Нептуна)
- 1988 : Délit de fuites (Фонтан)
- 1990 : Les Favoris (Бакенбарды)
- 1994 : Salades russes (Окно в Париж)
- 1994 : Pluies sur l'océan (ru) (Дожди в океане)
- 1998 : Gorko / Vivent les mariés (ru) (Горько!)
- 2008 : Ne pense pas aux singes blancs (ru) (Не думай про белых обезьян)